# ヨシアス・ツー・ヴァルデック＝ピルモント
ヨシアス・エルププリンツ・ツー・ヴァルデック・ウント・ピルモント（ドイツ語: Josias Erbprinz zu Waldeck und Pyrmont, 1896年5月13日 - 1967年11月30日）は、ドイツの領邦ヴァルデック侯国の侯世子（Erbprinz）。ヴァイマル共和国やナチス・ドイツの時代にはナチ党に所属し、親衛隊（SS）の将軍となった。
親衛隊における最終階級は親衛隊大将（SS-Obergruppenführer）および武装親衛隊大将（General der Waffen-SS）。警察における最終階級は警察大将（General der Polizei）。

## 生涯

### 生い立ち

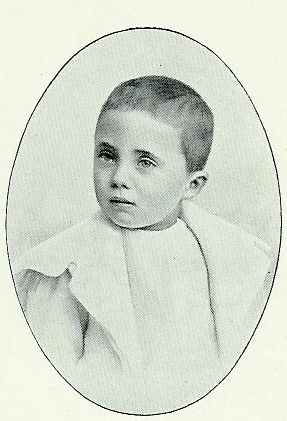
3歳の頃のヨシアス

ヴァルデック侯フリードリヒと、その妃であったシャウムブルク＝リッペ侯女バティルディス（ヴィルヘルムの次女）の長男（第1子）として、ヴァルデック侯国の首都アーロルゼン（現在のバート・アーロルゼン）に生まれた。伯母にオランダ王妃エンマがおり、従ってエンマの娘であるオランダ女王ウィルヘルミナは従姉にあたる。
1912年に陸軍士官学校に入学。第一次世界大戦に際してドイツ陸軍に従軍して重傷を負った。1917年に少尉に昇進。二級鉄十字章及び一級鉄十字章を受章した。大戦末期にドイツ革命が発生するとドイツ帝国もヴァルデック侯国も崩壊し、侯世子の法的な地位を失った。ヴァイマル共和国下ではヴァルデックは自由州とされた。1918年から1919年にかけては反革命義勇軍（フライコール）に参加した。

### ナチス親衛隊
戦後は農業の勉強をしていたが、1929年11月1日にナチ党に入党。1930年3月2日に親衛隊（SS）隊員となる。ミュンヘンの親衛隊第一連隊（SS-Standarte I）、親衛隊旅団「バイエルン」（SS-Brigade "Bayern"）、親衛隊集団「南方」（SS-Gruppe "Süd"）の司令官副官となる（司令官はヨーゼフ・ディートリヒであった）。同時に1930年9月から1933年6月にかけて親衛隊全国指導者ハインリヒ・ヒムラーの個人幕僚ともなる。ヨシアスはナチ党政権掌握前から親衛隊に入隊していた高貴な家柄の者としてヒムラーから重用された。
1933年11月には西デュッセルドルフから出馬してナチ党の国会議員にもなった。1934年6月30日の「長いナイフの夜」の際には、逮捕された突撃隊（SA）指導者たちの死刑執行にあたった。1934年6月から翌1935年6月に解体されるまで親衛隊の連絡事務所である第5特務集団幕僚部（Gruppenstab z.b.V）の部長となった。1935年5月から1936年12月31日まで「ライン」親衛隊上級地区（SS-Oberabschnitt "Rhein"）となる。1937年1月に「フルダ＝ヴェラ」親衛隊上級地区（SS-Oberabschnitt "Fulda-Werra"）が組織され、その司令官となる。1938年からは「フルダ＝ヴェラ」親衛隊及び警察高級指導者（HSSPF）も兼務。ゴータやヴァイマル、カッセル、また自身の生まれ故郷であるアーロルゼンなどの親衛隊と警察を支配した。本部はアーロルゼンにある父フリードリヒの居城に定めた。以降、第二次世界大戦のドイツの敗戦までこの地位にあり続けた。
ヴァイマル郊外のブーヘンヴァルト強制収容所もヨシアスの管轄下にあったが、ブーヘンヴァルト強制収容所所長カール・オットー・コッホSS大佐とは不仲であり、1941年から彼の不正経理について捜査を行わせ、ヒムラーの了承を得て1943年8月に彼を逮捕させている。親衛隊地区裁判権を有するヨシアスは、コッホに死刑判決を下させた後、当時の処置として一般的だった「前線送りの代わりに執行猶予」が後に下されることを防ぐため、ブーヘンヴァルト強制収容所を去る前に銃殺刑にしている。敗戦直前、ブーヘンヴァルト強制収容所の囚人を移送させる際に収容所に残った囚人をすべて抹殺する意志を示した。

### 戦後

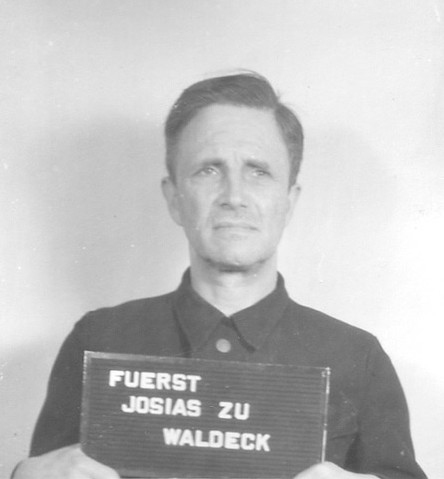
逮捕後のヨシアス（1947年）

1945年4月に連合国軍により逮捕された。1947年8月にダッハウでアメリカ軍の軍事裁判にかけられて終身刑判決を受け、ランツベルク刑務所に投獄された。収監中の1946年に父フリードリヒが死去しており、獄中でヴァルデック＝ピルモント家の家長となった。1950年12月に健康状態を理由として釈放されている。さらに1953年には恩赦も受けた。1967年にラインラント＝プファルツ州ライン＝ラーン郡バルドゥインシュタインのシャウムブルク城で死去した。
ヨシアスの死を受けて、唯一の息子ヴィッテキントがヴァルデック＝ピルモント家の家長となった。

## キャリア

### 階級[1]
- 1930年4月6日、親衛隊少佐（SS-Sturmbannführer）
- 1930年5月11日、親衛隊大佐（SS-Standartenführer）
- 1931年9月15日、親衛隊上級大佐（SS-Oberführer）
- 1932年3月15日、親衛隊中将（SS-Gruppenführer）
- 1936年1月30日、親衛隊大将（SS-Obergruppenführer）
- 1941年4月8日、警察大将（General der Polizei）
- 1944年7月1日、武装親衛隊大将（General der Waffen-SS）

### 受章

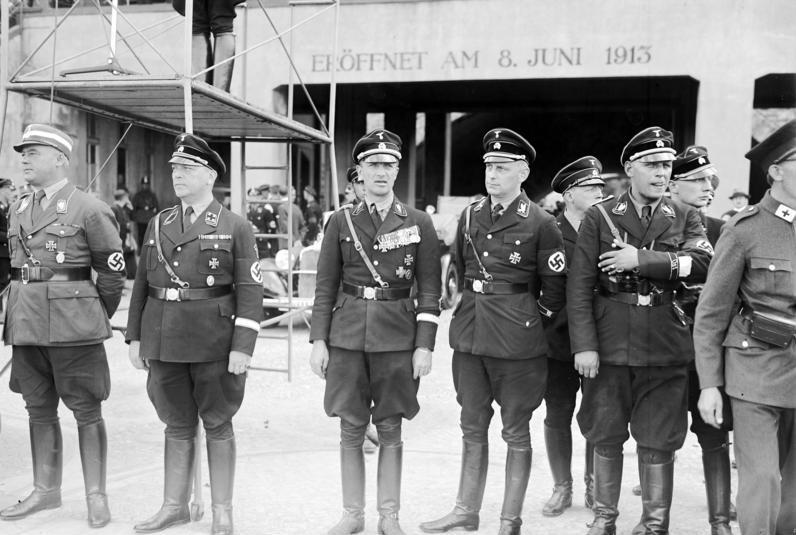
左から三人目の勲章をたくさん付けた人物がヨシアス（1943年）

- 一級鉄十字章（1914年版）、二級鉄十字章（1914年版）（1917年受章）[1]
- 戦傷章（1914年版）
- ガリポリ星勲章（英語版）
- 歩兵突撃章[1]
- 一級及び二級剣付戦功十字章
- 黄金ナチ党員バッジ（1939年1月30日受章）[1]
- 一級鉄十字章略章（1939年版）、二級鉄十字章略章（1939年版）（1940年受章）[1]
- ナチ党勤続章銀章[1]
- 親衛隊全国指導者名誉長剣
- 親衛隊名誉リング

## 結婚と子女
1922年8月25日、ラシュテーデにおいてオルデンブルク大公女アルトブルク（フリードリヒ・アウグスト2世の五女）と結婚、1男4女を儲けた。
- マルガレーテ（ウクライナ語版）（1923年 - 2003年）
- アレクサンドラ（1924年 - 2009年）
- イングリット（1931年 - ）
- ヴィッテキント（1936年 - ） - ヴァルデック＝ピルモント家家長
- グーダ（英語版）（1939年 - ）